# سیارک ۱۰۳۰۰
سیارک ۱۰۳۰۰ (به انگلیسی: 10300 Tanakadate، نامگذاری:1989EG1) ده هزار و سیصدمین سیارک کشف شده‌است که در ۶ مارس ۱۹۸۹ کشف شد.
قدر مطلق سیارک برابر ۱۵٫۵ است.